# Капіс Сільвій
Капіс Сільвій (лат. Capys Silvius) — міфічний цар Альба-Лонгі, один з перших персонажів римської міфології, що виникли унаслідок включення до неї персонажів грецької міфології з Троянського циклу. Ім'я Капіса засноване на двох ранніх однойменних героях: діді Енея і засновника Капуї.

## Біографія
Згідно з переказами, Альба-Лонга заснована Асканієм як колонія Лавініуму. Місто було столицею Латинського союзу та важливим релігійним центром. Альбой-Лонгою правили царі з роду Сільвіїв, нащадки брата або сина Асканія. З цієї династії, за материнською лінією, походили близнюки Ромул і Рем — засновники Риму. Французький історик XVIII століття Луї де Бофор першим висловив думку про штучність списку. Його гіпотезу підтримали більшість вчених і вона донині є загальновизнаною. Вважається, що список служив для заповнення трьохсотлітньої лакуни між падінням Трої та заснуванням Риму. Археологічні відкриття XX століття дозволяють стверджувати, що список сформував Квінт Фабій Піктор або хтось із його попередників. На думку антикознавця Александра Грандаззі, початковий список створений у середині IV століття до н. е.
Капіс у римській міфології є нащадком Енея та сьомим царем Альба-Лонги. Він успадкував трон від свого батька Атіса Сільвія. Наступником Капіса став його син Капет Сільвій. Діонісію Галікарнаського писав, що Капет Сільвій правив протягом 28 років. Антикознавець Роланд Ларош зазначав, що правління чотирьох царів, Атіса, Капіса, Капета і Тіберіна, сумарно тривало 75 років, що становить рівно два з половиною покоління по тридцять років.
Капіс згадується в більшості варіантів альбанського царського списку. З п'ятнадцяти проаналізованих робіт Конрадом Трібером, царя пропускають лише дві праці: «Перший Ватиканський міфограф» та «Excerpta Latina Barbari». Ім'я царя незмінне, лише у візантійській середньовічній хроніці «Chronographeion Syntomon» його ім'я записано як Капос .

## Походження імені
Робін Гард стверджує, що ім'я альбанського царя утворене від імені діда Енея — Капіса, сина Ассарака. Також його ім'я може відсилати на назву міста Капуї, яке, згідно з однією з легенд, засноване супутником Енея Капісом.
Теодор Момзен припускав, що Капіс включений до царського списку істориком Кастором у першому столітті до н. е. Його гіпотезу критикував Олександр Грандазі. Він зазначав, що Капіс присутній майже у всіх відомих варіантах списку царів Альба-Лонги. Це вказує на те, що він був включений на початку його формування, до або одночасно з включенням Енея. Тоді, коли відбулася «троянізація» міфів про латинських царів. Дослідник пов'язує цей момент із укладенням союзного договору між Римом та Капуєю у 343 році до н. е.

## Напис

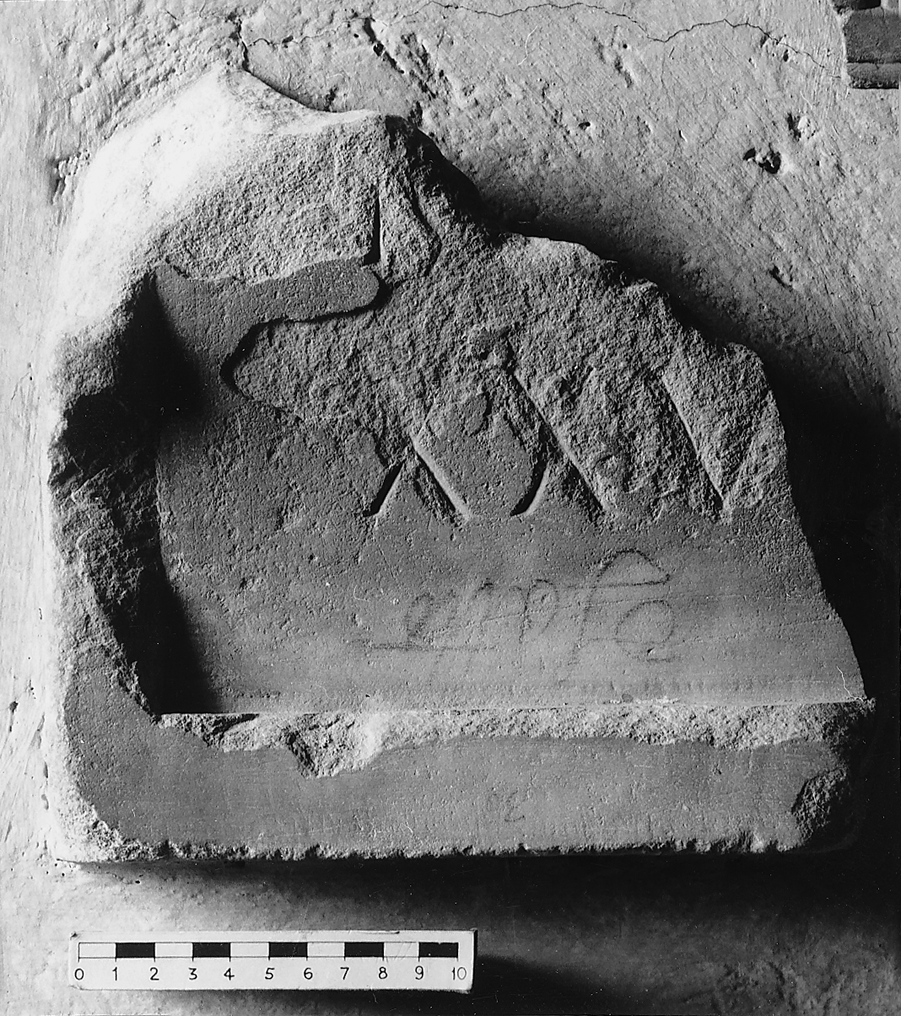
Уламок напису з бази статуї Капіса Сільвія

Статуя Капіса Сільвія встановлена на Форумі Августа разом зі статуями інших царів Альба-Лонгі. Під час розкопок у цьому місці знайдений уламок напису з бази статуї царя. Текст напису реконструйований на основі аналізу всіх знайдених уламків. Ймовірний текст напису:

[Капіс Сільвій]
[Кальпета Сільвія с(ин)]
п[равив Альбою] 2[8] [рокі(в) восьмий цар].
Оригінальний текст (лат.)
[Capys Silvius]
[Calpeti Silvii f(ilius)]
r[egnavit Albae ann(os)] XXV[III octavus rex]

Через фрагментарність напису висловлювалися сумніви щодо його атрибуції. Мартін Шпаннагель стверджує, що в написі йдеться про Марка Атія Бальба — діда Октавіана Августа.